# Trichodischia caerulea
Trichodischia caerulea là một loài ruồi trong họ Tachinidae.